# Holub písmenkový
Holub písmenkový, také známý jako holoubek koroptví (Geophaps scripta, někdy také Petrophassa scripta), je druh měkkozobého ptáka náležící do čeledi holubovití (Columbidae) a rodu Geophaps. Tohoto holuba popsal nizozemský zoolog Coenraad Jacob Temminck v roce 1821. Zaznamenány byly celkem dva poddruhy: Geophaps scripta peninsulae a Geophaps scripta scripta. Je blízce příbuzný jinému holubovi ze svého rodu, holubovi koroptvímu (Geophaps smithii).

## Výskyt
Tento druh lze nalézt v blahovičníkových, ale i jiných otevřených porostech australské oblasti. Rozšířil se v severovýchodních částech Austrálie na území o odhadované rozloze asi 1 160 000 km2. Konkrétně poddruh peninsulae obývá severovýchod australského státu Queensland, subspecie scripta se vyskytuje od centrálního Queenslandu až po Nový Jižní Wales. Lokálně tento druh může provádět migrace.

## Popis
Holub písmenkový měří 26 až 32 cm, hmotnost je odhadována na 200 až 225 g. Poddruh scripta je o něco větší než subspecie peninsulae, jinak jsou si však tyto dva poddruhy vzhledově podobné. Podobná si jsou také pohlaví, pohlavní dimorfismus tedy není výrazný. Zbarvení holuba písmenkového je šedohnědé, avšak s tmavými křídly a černými a bílými proužky na tváři a hrdle. Dolní partie jsou částečně modrošedé, částečně bílé. Okolo očí se u poddruhu peninsulae rozprostírá kůže mající barvu do oranžova. Ta je dalším rozpoznávacím znakem mezi subspeciemi, protože poddruh scripta má tuto kůži spíše šedivou. Může nastat záměna s jinými druhy, například s holubem bronzovokřídlým (Phaps chalcoptera).

## Chování
Hlavní část jídelníčku holuba písmenkového tvoří semena, ale přiživovat se může i hmyzem. Vyžaduje přítomnost vodního zdroje, kolem kterého by mělo být alespoň malé otevřené prostranství. Jde o poměrně tichý druh.
Může tvořit malé skupiny, rozmnožuje se nicméně převážně v párech. Hnízdění probíhá především v době, kdy je v Austrálii období sucha, a tedy i dostatek potravy – semen. Reprodukce jsou však ptáci schopni během celého roku. Samice naklade dvě vajíčka do trávou vystlaného hnízda umístěného mírně pod zemí, ze kterých se za 17 dní vylíhnou mláďata. Jejich vývoj probíhá rychle a za 9 dní již mohou hnízdo opustit, ačkoli jiné zdroje uvádějí, že mláďata zůstávají v hnízdě 14 až 21 dní. Doba pohlavní dospělosti není známá, délka jedné generace je odhadnuta na pět let.

## Status ohrožení
Nebezpečí pro holuba písmenkového představuje ztráta přirozeného prostředí a lov ze strany nepůvodních predátorů. Mezinárodní svaz ochrany přírody hodnotí k roku 2017 celkovou populaci jako klesající. Zároveň však tento trend není natolik výrazný, aby mohl být druh zařazen mezi zranitelné, a to společně s pravděpodobně početnou populací a rozsáhlým areálem rozšíření Mezinárodní svaz ochrany přírody vyhodnotil zařazením holuba písmenkového mezi taxony málo dotčené. Možnosti ochrany holubů písmenkových uvedené na webu Australian Governement (zkoumán byl poddruh scripta) zahrnují ochranu a obnovení přirozeného prostředí, vyhubení nepůvodních druhů predátorů a terénní výzkumy, které by vedly k lepšímu pochopení ekologických vzorců druhu, resp. poddruhu.